# Epimartyria
Epimartyria es un género de pequeños lepidópteros de la familia  Micropterigidae.
Miden de 4 a 6 mm. Viven en lugares húmedos y bordes de bosques. Se alimentan de hepáticas y musgos. Generalmente tienen un ciclo vital de dos años. En Norteamérica hay tres especies.

## Especies
- Epimartyria auricrinella Walsingham, 1898
- Epimartyria bimaculella Davis & Landry, 2012
- Epimartyria pardella (Walsingham, 1880)